# Římskokatolická farnost Rájec nad Svitavou-Jestřebí
Římskokatolická farnost Rájec nad Svitavou-Jestřebí je územní společenství římských katolíků ve městě Rájec-Jestřebí s farním kostelem Všech svatých. Farnost je součástí blanenského děkanství v rámci brněnské diecéze.

## Historie farnosti
První písemná zmínka o faře v Rájci pochází z roku 1350, když rájecký farář Václav byl přeložen do Otaslavic. V roce 1574 byla k rájeckému kostelu pocházejícímu ze 13. století přistavěna věž. Za vlády Rogendorfů na konci 17. století došlo k přestavbě gotického kostela do barokní podoby.
Po bitvě na Bílé Hoře v roce 1619 se kostel stal filiálním v rámci farnosti Doubravice nad Svitavou, to až do roku 1873, kdy byla fara v Rájci obnovena.
K 1. říjnu 2015 byla k rájecké farnosti přičleněna vesnice Jestřebí, která byla do té doby součástí farnosti Bořitov.

## Duchovní správci
V roce 2000 byla farnost obsazena knězem. Působil zde R.D. Pavel Klouček (administrátor a následně od 1. října 2010 do 31. srpna 2011 farář. Toho vystřídal jako administrátor a posléze od 1. srpna 2012 jako farář R. D. ThLic. David Ambrož. Od 1. srpna 2016 ho ve funkci nahradil R. D. Mgr. Jan Piler.

## Bohoslužby
| Kostel        | Místo | Bohoslužba (den)    | Hodina                                         | Poznámka     |
| ------------- | ----- | ------------------- | ---------------------------------------------- | ------------ |
| Všech svatých | Rájec | neděle středa pátek | 8.00 17.00 (zimní čas)/18.00 (letní čas) 18.00 | Farní kostel |

## Aktivity farnosti
Den vzájemných modliteb farností za bohoslovce a bohoslovců za farnosti brněnské diecéze i Adorační den připadá na pátek v období od 1. do 7. září.
Ve farnosti se pravidelně koná tříkrálová sbírka. V roce 2017 se při ní vybralo 74 036 korun.